# معركة شيسما

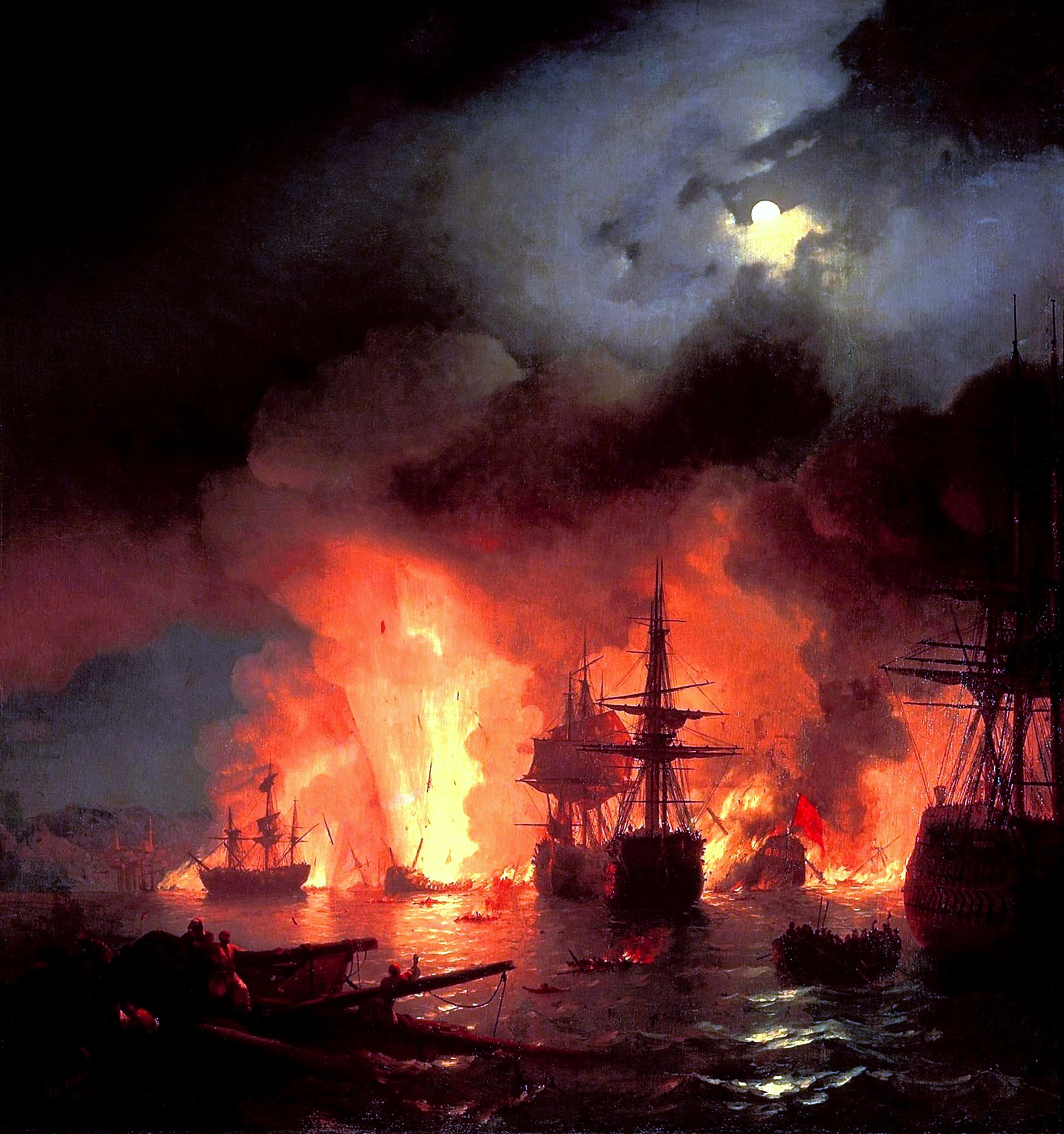
تدمير الأسطول العثماني في 7 يوليو.

Unknown But it is mentioned that it is several thousand
المنطقة الواقعة بين ميناء شيسما وجزيرة خيوس وذلك صباح يوم 6 يوليو 1770 الموافق 2 صفر 1184 وبعد اشتباكات استمرت لاربع ساعات انتصر العثمانيون وعادت سفن الأسطول لميناء شيسما والذي كان يعد من الناحية التكتيكية خطأ فادح حيث ان عدد السفن الكبير للاسطول العثماني وضيق الميناء جعل سفن الاسطول العثمانى غير قادرة على عمل اى مناورة بحرية لازمة للمعركة وفي ليله 7 يوليو 1770 تسلل إلى الميناء عدد من سفن الإحراق الروسية واشعلت النيران في بعض السفن العثمانية وامتدت النيران إلى باقى سفن الاسطول العثماني المتمركز بالميناء ليحترق كامل الأسطول البحرى العثمانى لتنتهى المعركة بتكبد القوة البحرية العثمانية خسائر فادحة وغرق كامل اسطولها.

## وصلات خارجية
- متحف البحرية بإسطنبول. Istanbul Naval Museum Official Website